# Maxus D90

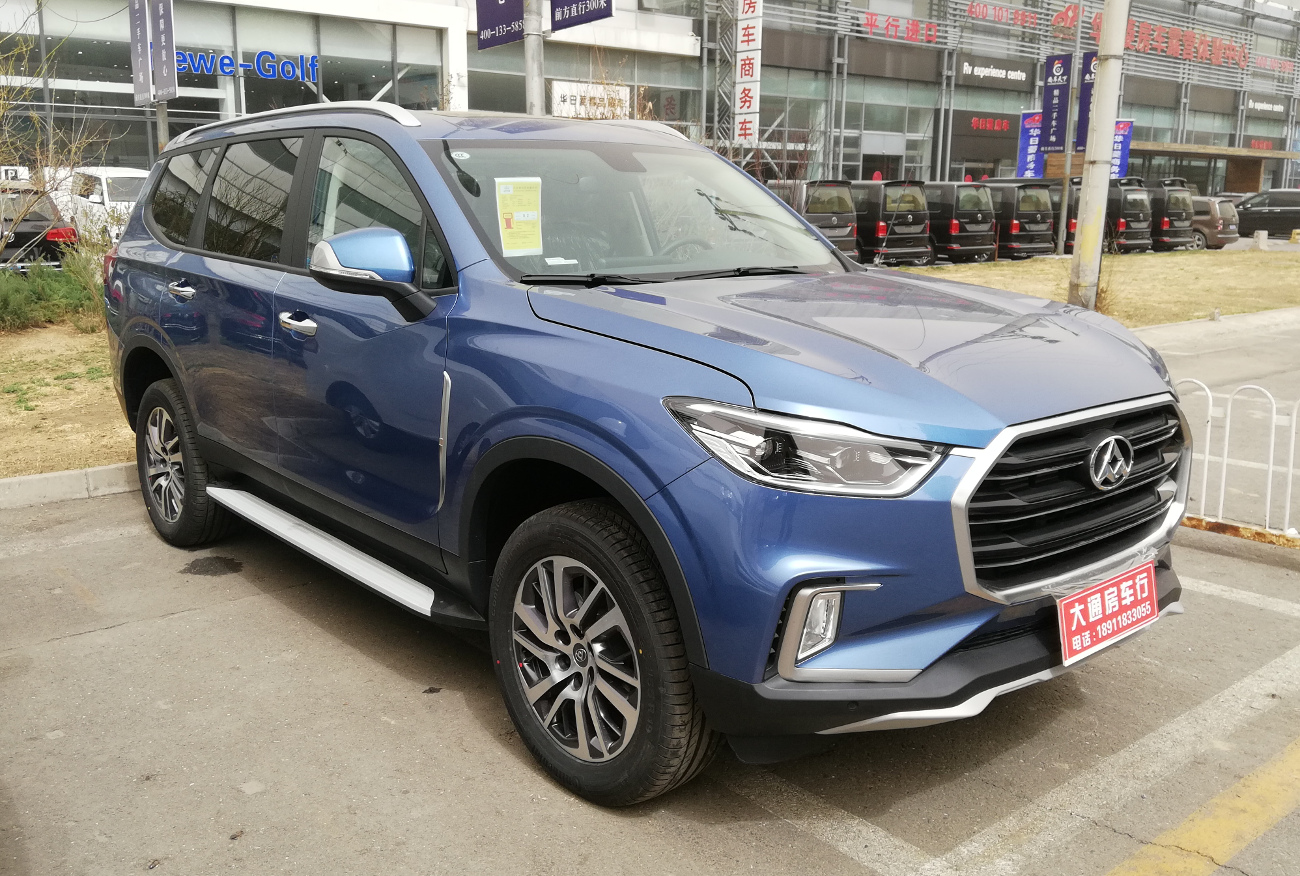

De Maxus D90 is een SUV die sinds oktober 2017 wordt geproduceerd door de Chinese autofabrikant SAIC onder de merknaam Maxus.